# Dynastie hassidique de Satmar

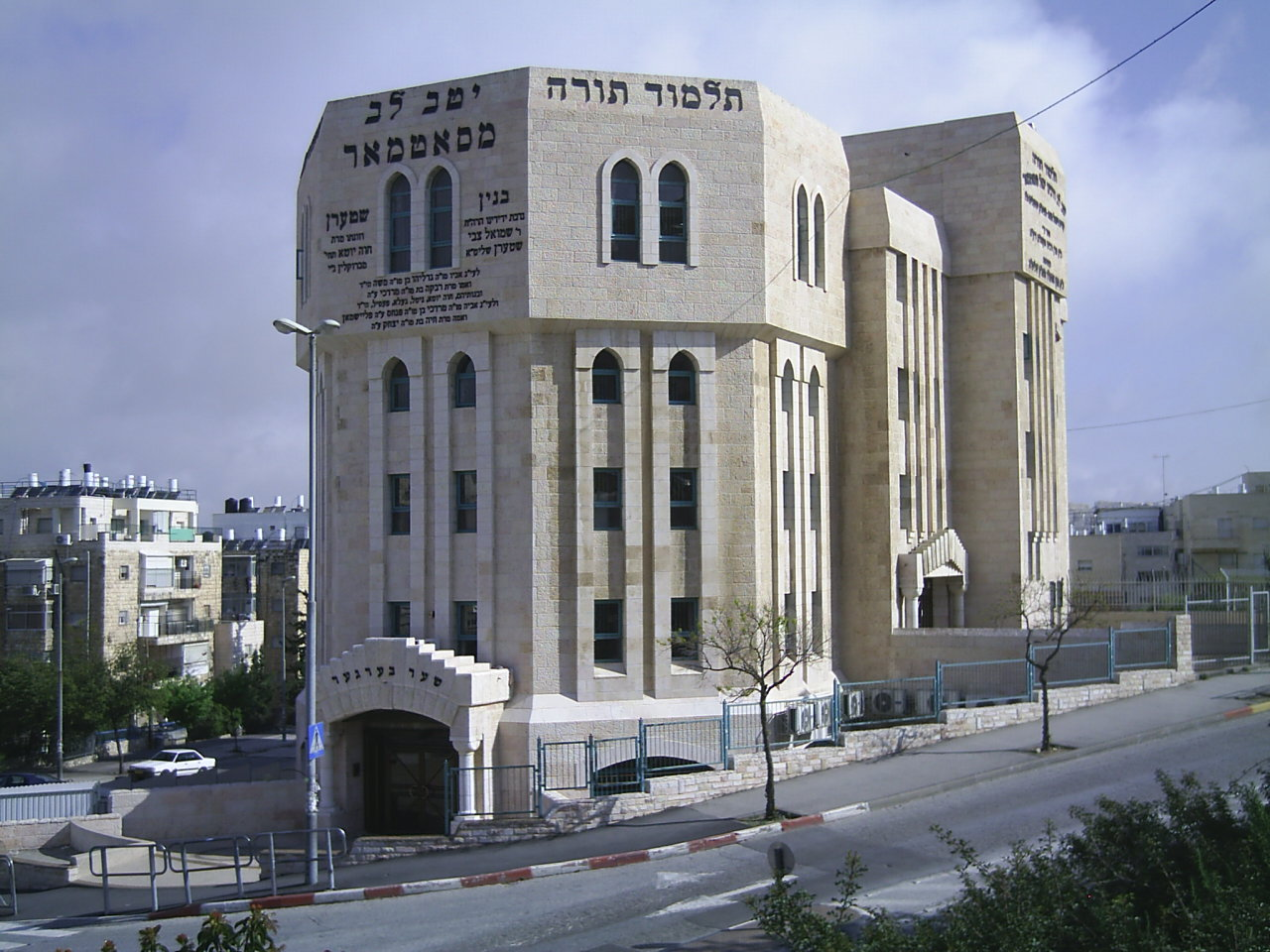
Talmud Torah du mouvement Satmar à Jérusalem

La dynastie hassidique de Satmar (en hébreu : חסידות סאטמאר hassidout Satmar) ou dynastie rabbinique de Teitelbaum (en hongrois : Teitelbaum rabbidinasztia) est un mouvement hassidique d'origine transylvaine.
Elle a été fondée par Rabbi Joël Teitelbaum (1887-1979), qui l'a dirigée jusqu'à sa mort. Joël Teitelbaum était rabbin de la ville de Satu Mare (faisant alors partie du royaume de Hongrie sous le nom de Szatmárnémeti, aujourd'hui en Roumanie) qui est restée le centre de cette dynastie jusqu'à la Seconde Guerre mondiale.
Actuellement, les communautés Satmar les plus importantes se situent dans l'État de New York, dont Kiryas Yo'el fondée par Joel Teitelbaum. D'autres existent à Los Angeles, Montréal, Toronto, Anvers, Londres, Manchester, Jérusalem et à Bnei Brak.
Le nombre d'adhérents au mouvement est estimé à 130 000. Ils sont principalement connus du grand public pour leur aversion pour le sionisme politique.

## Rabbis
Chronologie et filiation depuis les débuts du hassidisme:
- Les fondateurs:
  - Rabbi Israël Baal Shem Tov (1698-1760), fondateur du hassidisme
  - son disciple, Rabbi Dov Baer de Mezeritch (1710-1772), le Maguid de Mezritch
  - son disciple, Rabbi Elimelekh de Lizhensk (1717-1786), le Noam Elimelekh
  - son disciple, Rabbi Yaakov Yitzchak Horowitz (1745-1815), le Hozeh de Lublin
- La dynastie des Teitelbaum:

1. le disciple de Yaakov Yitzchak  Horowitz, Rabbi Moché Teitelbaum de Ujhely (1759-1841), le Yismah Moshe
2. son fils, Rabbi Nissan Eluzer Teitelbaum  de Drubitsch (1786-1854)
3. son fils, Rabbi Yehuda Yekusiel Teitelbaum de Sighet (1808-1883), le Yetev Lev
  1. son fils, Rabbi Yom Tov Chananyah Lipa Teitelbaum de Sighet (1836-1904), le Kedushat Yom Tov
    1. Rabbi Haim Tzvi Teitelbaum de Sighet (1884-1926), le Atzei Haim, fils aîné du Kedushat Yom Tov
      1.         1. Rabbi Yehuda Yekusiel Teitelbaum de Sighet (1911-1944), fils du Atzei  Haïm et gendre de son oncle Rabbi Yoel
4. Rabbi Joël Teitelbaum (1887-1979), Satmar Rebbe, auteur de Divrei Yoël et VaYoel Moshe ; plus jeune fils du Kedushat Yom Tov
  1. Rabbi Moshe Teitelbaum (en)  (1914-2006), Rabbi de Sighet, et à la mort de Yoel, Rabbi de Satmar, auteur du Berach Moshe, fils du Atzei Haïm. Ses deux fils se disputent la dynastie et tous deux portent le titre de Rabbin de Satmar
    1. Rabbi Aaron Teitelbaum (en) (né en 1947), Rabbin de Satmar fils aîné du Berach Moshe. Gendre du Rabbi Moshe Yehoshua Hager, le Viznitzer Rabbi de Bnei Brak
    2. Rabbi Zalman Teitelbaum (en), Rabbin de Satmar

## Histoire

### Création
La dynastie prend racine avec le rabbin Moshe Teitelbaum (1759-1841). Sur les conseils de son maître, le Hozeh de Lublin, il accepte le poste de rabbin de Sátoraljaújhely, afin de développer le judaïsme hassidique en Hongrie. Son fils, le rabbin Eluzar Nissan Teitelbaum de Drobitsch lui succède.
Le rabbin Yehuda Yekusiel Teitelbaum s'installe à Sighet où il fonde, aidé de son fils le Kedoushat Yom Tov, la Dynastie Hassidique de Sighet.
Celui-ci a deux fils : 
- Haim Tzvi Teitelbaum qui succède à son père comme Rabbi de Sighet.
- Joël Teitelbaum rabbin de Irchava en Ukraine puis appelé au rabbinat de Carei en Roumanie, avant de s'installer en 1929 à Szatmárnémeti où il crée et dirige la communauté hassidique de Satmar.

### Durant la Shoah
Bien que le mouvement n'ait pas été anéanti, beaucoup de hassidim  Satmar sont assassinés et déportés durant la Seconde Guerre mondiale. En effet, sous le régime de Miklós Horthy, les Juifs sont relativement épargnés. Ferenc Szálasi, dirigeant du Parti des Croix fléchées, prend le pouvoir le 15 octobre 1944. Au printemps 1944, les Juifs hongrois sont déjà déportés en masse. Sur les 825 000 juifs hongrois d'avant-guerre, seuls 260 000 d'entre eux survécurent, 565 000 périrent, dont une grande partie de la communauté Satmar.
À l'arrivée des nazis, les membres de la communauté organisent le déplacement de leur rabbi vers Cluj-Napoca, où il est arrêté et transféré dans un ghetto.
En juin 1944, Rudolf Kastner négocie avec les SS l'autorisation pour 1 684 Juifs de quitter la Hongrie pour la Suisse, en échange d'argent, d'or et de diamants, dans ce qui sera appelé le « train Kastner ». Yoel Teitelbaum est l'un des passagers de ce train, dérouté à Bergen-Belsen pendant six mois avant d'être autorisé à continuer jusqu'à la frontière suisse, comme prévu initialement.
Le 7 décembre 1944, le rabbin Teitelbaum passe la frontière suisse et échappe aux nazis. Ce jour (21 Kislev 5705 dans la calendrier hébraïque) a été déclaré jour férié par les Hassidim de Satmar. Après la guerre, le rabbin Teitelbaum séjourne quelque temps dans le camp pour personnes déplacées de Feldafing (Arrondissement de Starnberg).

#### Controverses au sujet du sauvetage du Rabbi
Le sauvetage de Joël Teitelbaum est sujet à controverse. En effet, des sionistes lui reprochent d'avoir accepté d'être épargné alors que sa communauté mourait dans les camps et des groupes anti-sionistes comme Netourei Karta lui reprochent de s'être allié aux sionistes dans ce sauvetage.
Le Rabbi a, quant à lui, écrit une revue Al hagueoula veal Atemoura (Sur la Rédemption et sur la Donation), dans laquelle il répond à ces accusations.

### L'après guerre

#### Joël Teitelbaum
En 1945, Joël Teitelbaum émigre en Israël alors sous mandat britannique. Il séjourne à Jérusalem où il fonde une yeshiva. Fin 1946, il collecte des fonds aux États-Unis, où il rencontre les membres de son ancienne communauté qui ont survécu à la Shoah. Ceux-ci le convainquent de s'installer aux États-Unis. En quelques années, Teitelbaum transforme sa petite communauté en un mouvement mondial dont le siège est à  Williamsburg, New York. Dans les années 1970, Kiryas Joel, un village dans le comté d'Orange, New York, est créé pour les adeptes du mouvement.

#### Moshe Teitelbaum
À la mort de Joël Teitelbaum, le 19 août 1979, le conseil d'administration de Satmar demande à son neveu Moshe Teitelbaum, Rabin de Sighet et homme d'affaires, de lui succéder à la tête du mouvement. Il est officiellement institué Rabin de Satmar en 1980, au premier anniversaire de la mort de son oncle.
La veuve de Joël Teitelbaum, Altaï Feiga, refuse d'accepter Rabbi Moshe comme chef, parce qu’elle le trouve trop modéré. Elle prend la direction d'un groupe, les Bnei Yoel, qui resteront sans chef de file après sa mort.
Rabbi Moshe Teitelbaum dirige la dynastie pendant près de 27 ans, jusqu'à sa mort le 24 avril 2006.

### Satmar aujourd'hui
Après la mort de Moshé Teitelbaum, la dynastie se divise :
- Deux frères se disputent la direction
  - Rabbi Aaron Teitelbaum, à Kyrias Yoel,
  - Rabbi Zalman Leib Teitelbaum, à Williamsbourg soutenu par une partie des Bnei Yoel (en),
- Yashua Haim Halberstam, gendre de Rabbi Moshe, dirige la communauté de Satmar-Monsey,
- Lipa Teitelbaum, crée sa propre communauté et se fait appeler le Zenter Rav, nom de la ville de Senta où son père était rabbin.

Yashua Haim Halberstam et Lipa Teitelbaum ne se considèrent pas (et ne sont pas considérés) comme successeurs de la dynastie des Satmar.

## Idéologie

### Opposition au sionisme
Contrairement à d'autres Haredim, qui s'opposent au sionisme à cause de la sécularisation de la Terre Sainte par les créateurs de l'état juif, Satmar s'oppose pour des raisons théologiques à l'idéologie sioniste. L'opposition de Satmar à l'État d'Israël est fondée sur leur conviction que la création d'un État juif par les Juifs est un blasphème. Ils croient que les Juifs doivent attendre que Dieu envoie le Messie pour que le peuple juif puisse retourner en terre d'Israël. Malgré leur opposition à l'État sioniste, ils aiment la Terre Sainte et œuvrent dans le but de la protéger de la laïcité. Beaucoup de Satmar hassidim visitent et certains vivent en Israël, mais ils ne votent pas, ne paient pas d'impôts, n'acceptent pas les avantages et les aides de l'État, ne servent pas dans les forces armées et ne reconnaissent pas l'autorité du système judiciaire. Bien que ce ne soit pas la seule raison de son avis, l'une des citations de base à partir de sources judaïques classique cité par Reb Yoel pour son opposition au sionisme moderne est celle des trois serments mentionnés dans le Talmud (Ketoubot 110b-111a), qui traite d'un passage du Cantique des Cantiques, dans laquelle Dieu a fait les Israélites "promesse de l'attendre avant de susciter son amour":
Le contexte du dialogue talmudique contenant les trois serments est une plaidoirie en faveur de Rav Zeira qui désire quitter Babylone pour la terre d'Israël. La Guemara cite R. Yossi Ben R. Hanina:

« ג 'שבועות הללו למה אחת שלא יעלו ישראל בחומה ואחת שהשביע הקדוש ברוך הוא את ישראל שלא ימרדו באומות העולם ואחת שהשביע הקדוש ברוך הוא את אומות העולם שלא ישתעבדו בהן בישראל יותר מדאי.
Quels sont ces trois serments ? Un, qu'Israël ne devrait pas monter en muraille [Rachi interprète : avec force]. Deux, le Saint-béni-soit-Il a fait jurer à Israël de ne pas se rebeller contre les nations du monde. Trois, le Saint-béni-soit-Il a fait jurer aux nations de ne pas opprimer Israël trop durement. »

Le Midrash est en grande partie une analyse exégétique de trois versets séparés du Cantique des Cantiques (2:7, 3:5 & 8:4), et reflète naturellement l'interprétation traditionnelle, qui considère le livre entier comme une allégorie de la relation entre Dieu et le peuple juif :

« הִשְׁבַּעְתִּי אֶתְכֶם בְּנוֹת יְרוּשָׁלַיִם בִּצְבָאוֹת, אוֹ בְּאַיְלוֹת הַשָּׂדֶה, אִם-תָּעִירוּ וְאִם-תְּעוֹרְרוּ אֶת-הָאַהֲבָה, עַד שֶׁתֶּחְפָּץ
ה הִשְׁבַּעְתִּי אֶתְכֶם בְּנוֹת יְרוּשָׁלַיִם בִּצְבָאוֹת, אוֹ בְּאַיְלוֹת הַשָּׂדֶה, אִם-תָּעִירוּ וְאִם-תְּעוֹרְרוּ אֶת-הָאַהֲבָה, עַד שֶׁתֶּחְפָּץ
הִשְׁבַּעְתִּי אֶתְכֶם בְּנוֹת יְרוּשָׁלַיִם, מַה-תָּעִירוּ וּמַה-תְּעֹרְרוּ אֶת-הָאַהֲבָה, עַד שֶׁתֶּחְפָּץ
Je vous en conjure, ô filles de Jérusalem, par les biches et les gazelles des champs : n'éveillez pas, ne provoquez pas l'amour, avant qu'il le veuille. 
 Je vous en conjure, ô filles de Jérusalem, par les biches ou les gazelles des champs : n'éveillez pas, ne provoquez pas l'amour, avant qu'il le veuille !
Je vous conjure, filles de Jérusalem, n'éveillez pas, ne provoquez pas l'amour avant qu'il le veuille. »

Le Rabbi de Satmar, dans ses livres Vayoel Moshe et Al hagueoula veal Atemoura soutient que Maïmonide a parlé des trois serments comme contraignants: 
- Les serments sont entre le peuple juif et Dieu, et les gentils, et Dieu, respectivement. Le fait que les gentils violent leur serment ne signifie implicitement que le peuple juif soit libre de le violer.
- Vivre en Eretz Israel n'est pas une mitsva générale pour la collectivité, mais uniquement sur l'individu.
- La Déclaration Balfour n'a jamais couvert l'assermentation.
- L'État d'Israël a étendu ses frontières au-delà des zones mandatées par les Nations unies et ont ainsi élargi les frontières sans l'autorisation de l'Organisation des Nations.
- Que les Nations unies aient approuvé la création de l'État d'Israël ne constitue pas la permission des nations du monde. La Halakha n'attache aucune valeur significative à l'Organisation des Nations unies. L'approbation pertinente ne devrait être que des pays concernés, en l'occurrence, les Arabes dont les Palestiniens.

Le 11 juin 2017, une manifestation contre la conscription en Israël des étudiants haredim des yeshivot et contre l’arrestation des insoumis rassemble 15 000 à 20 000 Juifs ultra-orthodoxes antisionistes, principalement des hassidim de Satmar à New York.
En juillet 2017, le Rebbe Zalman Leib Teitelbaum se rend exceptionnellement en France pour y prêcher contre les départs vers Israël.

### Satmar etNetourei Karta
L'opposition au sionisme des Satmar conduit à les confondre avec les Neturei Karta. Bien qu'il existe des similitudes idéologiques entre les deux groupes, il existe de nombreux désaccords entre eux. Alors que le point de vue de Satmar, tel qu'il est formulé et défendu par Joel Teitelbaum, fait suite à un enseignement hassidique sur le judaïsme et le monde moderne déjà prêché par ses aïeux, les Netourei Karta sont une coalition entre différents groupes juifs ultra-orthodoxes, pour la plupart non hassidiques, opposés aux sionisme, vivant en Palestine au début du XXe siècle.
Si Joël Teitelbaum, dans les années 1940 et 1950, soutient les activités des Neturei Karta, alors dirigés par Amram Blau, cette alliance se termine lorsque Joel Teitelbaum consent à ce que ses adeptes participent aux élections municipales de la ville de Bnei Brak. En effet, les Netourei Karta voient dans cette participation une certaine légitimation du sionisme. Ils critiquent ouvertement le Satmar Rebbe, publiant des  manifestes intitulés "רבינו סר מהדרך" Le Rabbi a quitté le droit chemin.
Après la Guerre des Six Jours, lorsque les Netourei Karta collaborent avec les Arabes, le Satmar Rebbe dit : Ce ne sont plus des « Neturei Karta »« les gardiens de la cité », mais des « Marhivei Karta » « destructeurs de la cité ».
En décembre 2006, l'un des Rabbis Satmar, le rabbin Zalman Leib Teitelbaum, publie une déclaration, condamnant fermement les Neturei Karta qui sont allés à Téhéran, participer à la conférence de négation de l'Holocauste organisé par le gouvernement iranien.
Aaron Teitelbaum a, quant à lui, décidé de ne pas condamner la présence des Neturei Karta à cette conférence : Si je les condamne,  explique-t-il,  on pourrait croire que Satmar a une quelconque affiliation avec ces « calomniateurs d'honorable zélotes ».